# Saint-Sulpice-les-Champs
Saint-Sulpice-les-Champs è un comune francese di 396 abitanti situato nel dipartimento della Creuse nella regione della Nuova Aquitania.

## Società

### Evoluzione demografica
Abitanti censiti